# Saint-Michel-de-Dèze
Saint-Michel-de-Dèze is een gemeente in het Franse departement Lozère (regio Occitanie) en telt 211 inwoners (2004). De plaats maakt deel uit van het arrondissement Florac.

## Geografie
De oppervlakte van Saint-Michel-de-Dèze bedraagt 14,5 km², de bevolkingsdichtheid is 14,6 inwoners per km².
De onderstaande kaart toont de ligging van Saint-Michel-de-Dèze met de belangrijkste infrastructuur en aangrenzende gemeenten.

## Demografie
Onderstaande figuur toont het verloop van het inwonertal (bron: INSEE-tellingen).